# EXO PLANET 2 - The EXO'luXion
Tournées par EXO
EXO From. EXO PLANET #1 - THE LOST PLANET
(2014) EXO PLANET #3 - The EXO'rDIUM
(2016-2017)
L'EXO PLANET #2 - The EXO'luXion est la seconde tournée du boys band sud-coréano-chinois EXO qui a débuté le 7 mars 2015 à Séoul et s'est terminé le 20 mars 2016 dans la même ville. Le groupe a donné 39 dates en Asie et cinq dates en Amérique du Nord. Les 67 040 billets des cinq premiers concerts à Séoul ont été vendus en 0,4 seconde, établissant ainsi un record mondial. La tournée a rassemblé plus de 742 000 fans à travers le monde, ce qui en fait la plus grande tournée d'EXO à ce jour.
Le 24 août 2015, Tao a intenté un procès contre SM Entertainment et a interrompu sa participation à la tournée tandis que les 9 autres membres ont continué la promotion de la tournée sans lui.

## Contexte
La tournée a été officiellement annoncée par la SM Entertainment le 15 janvier 2015 avec quatre dates à Séoul au Olympic Gymnastics Arena. Les billets ont été mis en vente le 21 janvier 2015. Alors que la billetterie pour l’événement a ouvert le 21 janvier, les fans ont été trop nombreux à se manifester pour obtenir leurs places. En effet, le serveur du distributeur Yes24 n’a pas réussi à faire face au trop grand nombre de connexions.
SM Entertainment a ainsi expliqué qu’à 20h, heure de l’ouverture de la mise en vente des places, pas moins de 1 200 000 personnes ont tenté d’ouvrir simultanément la même page, mettant hors service le serveur. C’était la première fois qu’autant de monde essayait d’avoir accès à une même page au même moment pour la vente des places d’un concert, ainsi un cinquième spectacle a été ajouté à Séoul pour le 13 mars 2015.

## Médias
Deux de leurs concerts sont sortis en DVD et Blu-ray en 2016, à savoir celui de Séoul (concert du 15 mars 2015) et celui de Tokyo (concert du 8 novembre 2015). Il existe également un photobook officiel édité par SM Entertainment couvrant cette seconde tournée mondiale.

## Faits divers
- Après le premier concert qui s'est déroulé à Séoul le 7 mars, de nombreux fans et médias ont déclaré que deux des membres du groupe, à savoir Kai et Tao, s’étaient blessés sur scène et avaient dû quitter le concert sans pouvoir poursuivre les performances avec le reste des EXO. Le groupe a ainsi réalisé une grande partie du concert à huit. Le jour suivant, les chanteurs ont ainsi tenu à rassurer les admirateurs du groupe en confiant qu’ils étaient actuellement en train de récupérer[4],[5].
- Le 11 juin, EXO s'est rendu à Taïwan pour ses deux concerts avec comme préoccupation le virus du MERS qui a touché la Corée du Sud. EXO a pris de nombreuses précautions pour empêcher la propagation potentielle du MERS, y compris le port de masques faciaux et prendre une sortie alternative à l'aéroport pour éviter la foule. Après les concerts, de nombreux fans taïwanais ont accusé les gardes de sécurité de harcèlement sexuel. Les fans ont prétendu que les gardes de sécurité avaient agi de manière inappropriée lors des vérifications des bagages, y compris souvent des fouilles corporelles complètes, et qu'ils avaient utilisé une force excessive pour retirer les éventails du site. L'organisateur du concert, SuperDome, a répondu aux accusations en niant tout acte répréhensible.
- Après les deux concerts d'EXO à Pékin les 18 et 19 juillet, les fans se sont inquiétés pour les membres d'EXO quand des photos ont été montrées montrant un laser pointé sur les visages des membres par certains fans dans la foule. Certains fans ont révélé que les pointeurs laser peuvent causer des problèmes visuels temporaires et être visuellement distrayants.
- Pendant la chanson "Growl" lors du concert à Nankin, D.O. a glissé plusieurs fois sur une surface glissante. Après avoir failli tomber, il enleva rapidement ses chaussures et finit le numéro les pieds chaussés. Il a ensuite mis des chaussures antidérapantes, et a terminé le spectacle sans incident. Les commentaires des fans ont loué son professionnalisme en continuant comme il l'a fait.
- Le 5 décembre 2015, des internautes ont clamé que la vente de billets du concert aux Philippines a été annoncée tardivement, et a causé un tumulte. Il a été annoncé plus tard que la vente de billets a été reportée au 13 décembre 2015 en raison de la finalisation des prix des billets et des plans de sièges, bien que le concert se déroulera à la date annoncée. Lors de la sortie finale des billets, tous les billets ont été vendus dans les 3 heures. Le 19 décembre 2015, en raison de la forte demande, un deuxième concert a été ajouté à la tournée aux Philippines. EXO est devenu le premier groupe de K-pop à tenir deux concerts consécutifs dans le pays.
- Le 1er décembre 2015, My Music Taste a diffusé une vidéo YouTube avec EXO pour annoncer qu'ils viendraient dans 5 villes différentes d'Amérique du Nord. L'annonce prévoyait que les fans obtiendraient le droit de vote sur les 5 villes où EXO est arrivée via le site officiel de My Music Taste. Les fans ont eu la possibilité de voter en cliquant gratuitement sur "Make" ou en faisant l'achat d'un "Taste" pour 10 $ US. Les cinq villes ayant obtenu le plus de « Make » et de « Taste » à la fin du concours seraient choisies comme villes gagnantes[6].
- Le 7 décembre 2015, après la fin du concours de vote, My Music Taste a annoncé officiellement que les 5 villes gagnantes étaient New York, Chicago, Dallas, Los Angeles et Vancouver[7]. Immédiatement après l'annonce des villes gagnantes, les fans d'Atlanta et de Toronto se sont emparés des réseaux sociaux pour exprimer leur colère contre ce dernier avec des accusations telles que le concours de vote avait été une arnaque. Les fans ont examiné très attentivement le processus en indiquant que leurs enquêtes sur la question ont montré des « faux comptes » responsables de l'augmentation soudaine des votes au cours des dernières minutes de vote. Les fans ont remis en question l'intégrité du processus de vote, car ils ont découvert un grand nombre de comptes qui partageaient un modèle « adjectif-animal-nombre » dans leurs noms d'utilisateur et certains ont même partagé la même image de profil. Les fans ont tenté d'atteindre My Music Taste pendant le processus de vote pour les informer de la possibilité de tricherie dans laquelle celui-ci a répondu. Dans un communiqué officiel publié par l'intermédiaire de leurs comptes sur les réseaux sociaux, ils ont déclaré qu'ils connaissaient les « Taste » et « Make » automatisés de ces « faux comptes », mais qu'ils avaient finalement le droit de décider des données recueillies auprès des 10 premières villes[8]. Les fans d'Atlanta et de Toronto étaient certains que le concours de vote était une escroquerie après que les dates de tournée pour les 5 villes gagnantes aient été annoncées seulement 10 minutes après leur annonce[9].
- Le 8 décembre 2015, My Music Taste a répondu aux accusations par le biais de leurs comptes officiels en niant tout acte fautif. Ils ont expliqué que le but des « Taste » était de montrer que les fans étaient sérieux à apporter certains artistes dans leur ville. Si l'artiste peut venir dans une certaine ville à cause du vote, les fans qui ont acheté un « Taste » auraient reçu des avantages supplémentaires tels que l'accès à la pré-vente des billets, la marchandise signée et de pouvoir assister aux répétitions. Ils ont annoncé qu'en raison de la colère des fans, ils émettraient des remboursements pour tous les « Taste » achetés sur leur site Web (même ceux achetés pour d'autres artistes et concerts) et d'arrêter tout avantage supplémentaire qui aurait été livré avec cet achat[10].
- Le 24 décembre 2015, Dream Maker Entertainment a fait une déclaration officielle indiquant que Lay ne pourrait pas assister aux cinq concerts en Amérique du Nord en raison de ses activités en Chine[11].
- Le 9 février 2016, il a été annoncé que Kai ne serait pas en mesure d'assister au concert à Dallas en raison d'un problème de visa. Le 11 février, la SM Entertainment a déclaré : “Le visa américain de Kai est arrivé le 11 février, donc il va venir pour les dates de Los Angeles, New York et toutes les autres.”[12],[13].
- Après la fin de la tournée nord-américaine d'EXO, My Music Taste a été de nouveau pris pour cible par des fans coréens qui les accusaient de harcèlement sexuel et de discrimination. Selon les posts circulant parmi les sites de fans coréens, ces derniers ont affirmé qu'ils étaient traités différemment des non-coréens en étant mis en évidence pour un traitement sévère par la sécurité, y compris être fouillés, leurs biens saisis sont retirés des lieux. My Music Taste a répondu aux accusations par le biais de leurs comptes officiels de tous les nier. Ils ont déclaré qu'ils enquêteraient sur les réclamations et poursuivraient une action en justice contre toutes les fausses accusations[14].

## Liste des concerts
| Date              | Ville        | Pays         | Lieu                                        | Audience |
| ----------------- | ------------ | ------------ | ------------------------------------------- | -------- |
| Asie              |              |              |                                             |          |
| 7 mars 2015       | Séoul        | Corée du Sud | Olympic Gymnastics Arena                    | 67 040   |
| 8 mars 2015       | Séoul        | Corée du Sud | Olympic Gymnastics Arena                    | 67 040   |
| 13 mars 2015      | Séoul        | Corée du Sud | Olympic Gymnastics Arena                    | 67 040   |
| 14 mars 2015      | Séoul        | Corée du Sud | Olympic Gymnastics Arena                    | 67 040   |
| 15 mars 2015      | Séoul        | Corée du Sud | Olympic Gymnastics Arena                    | 67 040   |
| 30 mai 2015       | Shanghai     | Chine        | Mercedes-Benz Arena                         | 21 248   |
| 31 mai 2015       | Shanghai     | Chine        | Mercedes-Benz Arena                         | 21 248   |
| 12 juin 2015      | Taipei       | Taïwan       | Taipei Arena                                | 23 180   |
| 13 juin 2015      | Taipei       | Taïwan       | Taipei Arena                                | 23 180   |
| 20 juin 2015      | Bangkok      | Thaïlande    | Impact Arena                                | 27 476   |
| 21 juin 2015      | Bangkok      | Thaïlande    | Impact Arena                                | 27 476   |
| 18 juillet 2015   | Pékin        | Chine        | LeSports Center                             | 23 512   |
| 19 juillet 2015   | Pékin        | Chine        | LeSports Center                             | 23 512   |
| 1er août 2015     | Chengdu      | Chine        | Stade du centre sportif de Chengdu          | 16 318   |
| 16 août 2015      | Hong Kong    | Hong Kong    | AsiaWorld-Arena                             | 27 308   |
| 17 août 2015      | Hong Kong    | Hong Kong    | AsiaWorld-Arena                             | 27 308   |
| 22 août 2015      | Xi'an        | Chine        | Shaanxi Province Stadium                    | 13 759   |
| 12 septembre 2015 | Chongqing    | Chine        | Chongqing Olympic Sports Center             | 15 342   |
| 17 octobre 2015   | Guangzhou    | Chine        | Guangzhou International Sports Arena        | 12 373   |
| 31 octobre 2015   | Fukuoka      | Japon        | Fukuoka Convention Center                   | 23 896   |
| 1er novembre 2015 | Fukuoka      | Japon        | Fukuoka Convention Center                   | 23 896   |
| 6 novembre 2015   | Tokyo        | Japon        | Tokyo Dome                                  | 147 382  |
| 7 novembre 2015   | Tokyo        | Japon        | Tokyo Dome                                  | 147 382  |
| 8 novembre 2015   | Tokyo        | Japon        | Tokyo Dome                                  | 147 382  |
| 13 novembre 2015  | Osaka        | Japon        | Osaka Dome                                  | 134 830  |
| 14 novembre 2015  | Osaka        | Japon        | Osaka Dome                                  | 134 830  |
| 15 novembre 2015  | Osaka        | Japon        | Osaka Dome                                  | 134 830  |
| 21 novembre 2015  | Macao        | Macao        | Cotai Arena                                 | 13 108   |
| 12 décembre 2015  | Nankin       | Chine        | Stade du Centre sportif olympique de Nankin | 11 612   |
| 9 janvier 2016    | Kallang      | Singapour    | Singapore Indoor Stadium                    | 16 344   |
| 10 janvier 2016   | Kallang      | Singapour    | Singapore Indoor Stadium                    | 16 344   |
| 23 janvier 2016   | Manille      | Philippines  | Mall of Asia Arena                          | 20 056   |
| 24 janvier 2016   | Manille      | Philippines  | Mall of Asia Arena                          | 20 056   |
| Amérique du Nord  |              |              |                                             |          |
| 10 février 2016   | Dallas       | États-Unis   | Verizon Theatre                             | 6 284    |
| 12 février 2016   | Vancouver    | Canada       | Centre des sports d'hiver UBC               | 7 842    |
| 14 février 2016   | Los Angeles  | États-Unis   | Los Angeles Memorial Sports Arena           | 12 998   |
| 19 février 2016   | Chicago      | États-Unis   | Rosemont Theatre                            | 4 394    |
| 21 février 2016   | Newark       | États-Unis   | Prudential Center                           | 9 919    |
| Asie              |              |              |                                             |          |
| 27 février 2016   | Jakarta      | Indonésie    | Indonesia Convention Exhibition             | 15 284   |
| 5 mars 2016       | Dalian       | Chine        | Dalian Sports Center Stadium                | 15 702   |
| 12 mars 2016      | Kuala Lumpur | Malaisie     | Stadium Merdeka                             | 15 415   |
| 18 mars 2016      | Séoul        | Corée du Sud | Olympic Gymnastics Arena                    | 42 165   |
| 19 mars 2016      | Séoul        | Corée du Sud | Olympic Gymnastics Arena                    | 42 165   |
| 20 mars 2016      | Séoul        | Corée du Sud | Olympic Gymnastics Arena                    | 42 165   |

## Personnel
- Organisateur de la tournée : SM Entertainment
- Artistes : EXO (Suho, Kai, Sehun, D.O., Chanyeol, Baekhyun, Lay, Tao, Xiumin et Chen)
- Promoteur de la tournée : Dream Maker Entertainment (Corée du Sud)
- Billetterie : Yes24 (Corée du Sud)